# Pericladium grewiae
Pericladium grewiae är en svampart som beskrevs av Pass. 1875. Pericladium grewiae ingår i släktet Pericladium och familjen Ustilaginaceae.   Inga underarter finns listade i Catalogue of Life.